# Тако је ако вам се тако чини
„Тако је ако вам се тако чини” је југословенски ТВ филм из 1968. године. Режирао га је Љубомир Драшкић, а сценарио су написали Љубомир Драшкић и Југана Стојановић по делу Луиђи Пирандела.

## Улоге
| Глумац                     | Улога            |
| -------------------------- | ---------------- |
| Властимир Ђуза Стојиљковић | Ламберто Лаудиси |
| Рахела Ферари              | Госпођа Фрола    |
| Ђорђе Јелисић              | Господин Понза   |
| Љиљана Газдић              | Госпођа Понза    |
| Милутин Бутковић           | Агаци            |
| Олга Спиридоновић          | Амалија          |
| Снежана Никшић             | Дина             |
| Оливера Марковић           | Госпођа Сирели   |
| Никола Милић               | Господин Сирели  |

Остале улоге ▼
| Глумац            | Улога        |
| ----------------- | ------------ |
| Карло Булић       | Префект      |
| Татјана Лукјанова | Госпођа Чини |
| Олга Ивановић     | Госпођа Нени |
| Ташко Начић       | Центури      |
| Славко Симић      |              |
| Јосиф Татић       | Батлер       |